# Hypatima
Hypatima är ett släkte av fjärilar som beskrevs av Jacob Hübner 1825. Hypatima ingår i familjen stävmalar.

## Bildgalleri

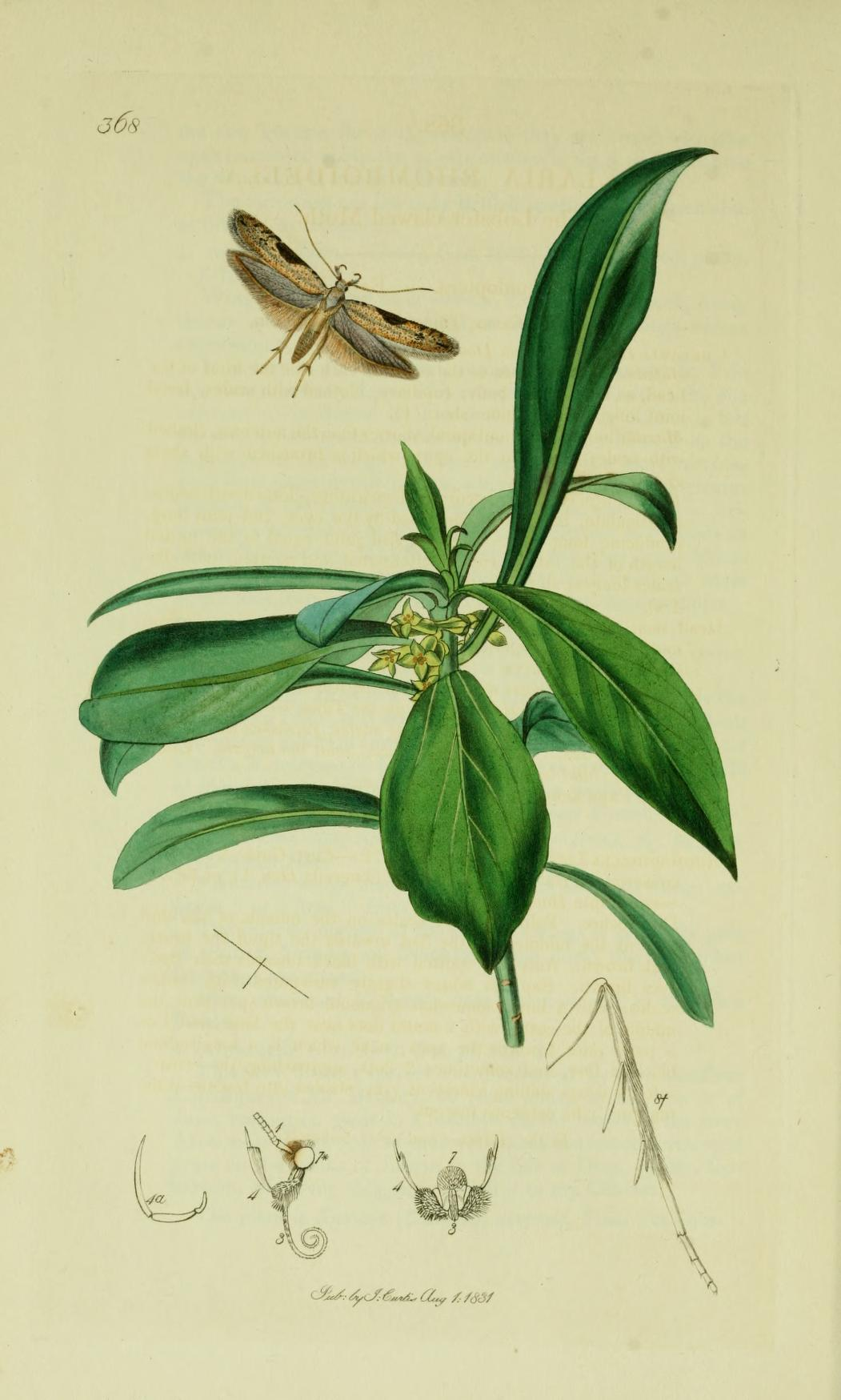

## Dottertaxa tillHypatima, i alfabetisk ordning[1][2]
- Hypatima agriogramma
- Hypatima albogrisea
- Hypatima ammonura
- Hypatima anguinea
- Hypatima anthotypa
- Hypatima antiastis
- Hypatima antsianakella
- Hypatima apparitrix
- Hypatima aridella
- Hypatima arignota
- Hypatima artochroma
- Hypatima attenuata
- Hypatima balanaspis
- Hypatima baliodes
- Hypatima binummulata
- Hypatima brachyrrhiza
- Hypatima caryodora
- Hypatima cirrhospila
- Hypatima conscriptella
- Hypatima corynetis
- Hypatima cryptopluta
- Hypatima cymoptila
- Hypatima cyrtopleura
- Hypatima demonstrata
- Hypatima dermatica
- Hypatima discissa
- Hypatima disposita
- Hypatima dissidens
- Hypatima ephippiastis
- Hypatima ericta
- Hypatima euchorda
- Hypatima euplecta
- Hypatima formidolosa
- Hypatima haligramma
- Hypatima harpophora
- Hypatima hetaeropsis
- Hypatima heterostigma
- Hypatima hora
- Hypatima huebnerella
- Hypatima improba
- Hypatima indica
- Hypatima instaurata
- Hypatima iophana
- Hypatima isopogon
- Hypatima isoptila
- Hypatima isosema
- Hypatima isotricha
- Hypatima lactifera
- Hypatima lecticata
- Hypatima leptopalta
- Hypatima levata
- Hypatima loxosaris
- Hypatima mancipata
- Hypatima mangiferae
- Hypatima manjakatompo
- Hypatima melanecta
- Hypatima melanocharis
- Hypatima melanoplecta
- Hypatima meliptila
- Hypatima metaphorica
- Hypatima microgramma
- Hypatima mycetinopa
- Hypatima nigrogrisea
- Hypatima nimbigera
- Hypatima nodifera
- Hypatima obtruncata
- Hypatima orthomochla
- Hypatima orthostathma
- Hypatima parichniota
- Hypatima paroctas
- Hypatima particulata
- Hypatima perinetella
- Hypatima petrinopis
- Hypatima phacelota
- Hypatima pilosella
- Hypatima polemica
- Hypatima praemaculata
- Hypatima probolaea
- Hypatima procax
- Hypatima rhicnota
- Hypatima rhomboidella
- Hypatima sapindivora
- Hypatima saxigera
- Hypatima scopulosa
- Hypatima scotia
- Hypatima scriniata
- Hypatima silvestris
- Hypatima simulacrella
- Hypatima solutrix
- Hypatima sorograpta
- Hypatima spathota
- Hypatima sphenophora
- Hypatima stasimodes
- Hypatima stictocosma
- Hypatima subdentata
- Hypatima sublectella
- Hypatima syncrypta
- Hypatima taphronoma
- Hypatima tenebrosa
- Hypatima tephroplintha
- Hypatima tephroptila
- Hypatima tessulata
- Hypatima tetragama
- Hypatima tetraptila
- Hypatima tonsa
- Hypatima toreuta
- Hypatima tortuosa
- Hypatima trachymorpha
- Hypatima trachyspila
- Hypatima triannulata
- Hypatima tricosma
- Hypatima verticosa
- Hypatima xerophanta
- Hypatima xylotechna
- Hypatima zesticopa